# Ein Leben (2016)
Ein Leben (Originaltitel Une vie) ist ein belgisch-französisches Filmdrama von Stéphane Brizé, das am 6. September 2016 im Rahmen der Filmfestspiele von Venedig seine Premiere feierte, wo er als bester Film im Wettbewerb mit dem FIPRESCI-Preis ausgezeichnet wurde. Bei dem Kostümfilm handelt es sich um eine Adaption des gleichnamigen Romans von Guy de Maupassant.

## Handlung
Im Jahr 1819 kehrt die junge Landadelige Jeanne in ihr Elternhaus in die Normandie zurück. Die antiquierten Ansichten und opressiven Einstellungen gegenüber dem weiblichen Geschlecht im Frankreich jener Zeit, waren nicht einfach für die junge Frau gewesen, doch ihr abgeschottetes Leben, das sie im Kloster verbracht hat, ließ ihr viel Raum zum Träumen. Aus Büchern hat sie von so scheinbar wundervollen Dingen wie der Liebe erfahren.
Zunächst führt Jeanne ein glückliches Leben mit ihrem Vater Baron Simon-Jacques Le Perthuis des Vauds und ihrer Mutter Adélaïde. Bald heiratet Jeanne den stattlichen, jedoch verarmten Adeligen Vicomte Julien de Lamare. Sie geht mit romantischen Vorstellungen in diese Ehe, doch als ihre Eltern ihm ihr Landgut übergeben, wird Jeanne mit dem harten Alltag konfrontiert, und das Eheleben mit Julien erweist sich als deutlich weniger romantisch, als sie es sich bislang ausgemalt hat, besonders als dieser ihr untreu wird.

## Produktion

### Stab und Besetzung

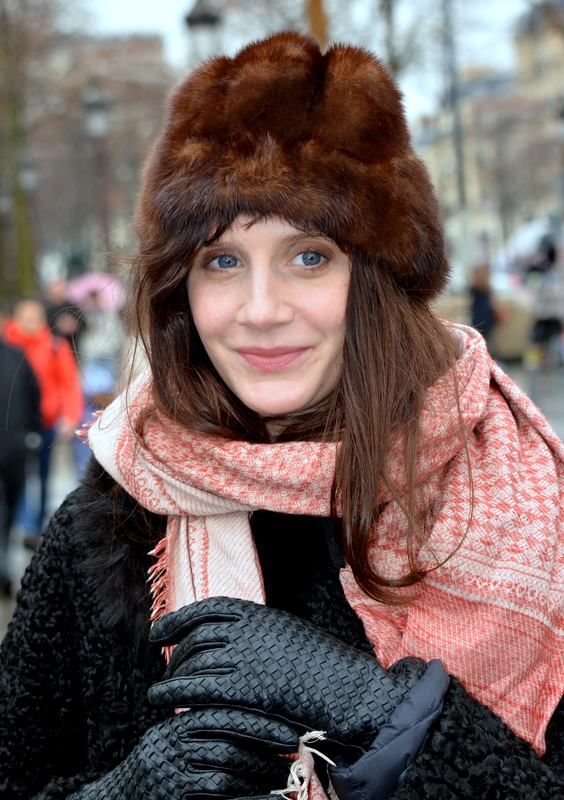
Judith Chemla, die Jeanne Le Perthuis des Vauds spielt, wurde im Rahmen des César 2017 als beste Hauptdarstellerin nominiert

„Was nützt der Weizen, wenn er nicht golden wird?“

Der Film folgt Guy de Maupassants Roman Ein Leben aus dem Jahr 1883. Vor dem Regisseur Stéphane Brizé hatten sich bereits weitere Filmemacher an dem Stoff ausprobiert und nach der Buchvorlage Filme wie Naiskohtaloita (1947), A Woman’s Life (1963) und Ein Frauenleben (1958) geschaffen. „Jeanne“, äußert der Regisseur, „tritt in die sogenannte Welt der Erwachsenen ein, ohne sich aus dem Paradies der Kindheit verabschiedet zu haben, jenem Lebensabschnitt, in dem alles vollkommen erscheint, in dem die Erwachsenen die Wissenden sind, jene, die sagen, dass man nicht lügen darf, und die deshalb, so denkt man, auch nicht lügen.“
„Was nützt der Weizen, wenn er nicht golden wird?“, heißt es im Prolog. Ganz am Ende von Brizés Film heißt es: „Das Leben ist nie so gut oder schlecht, wie man glaubt“. Seine Adaption von Maupassants Roman übersetzt den relationalen Gehalt dieses Zitats auf poetische Weise in eine filmische Struktur, so Wolfgang Nierlin von der Rhein-Neckar-Zeitung. Deren zeitliche Koordinaten seien beständig im Fluss, und Voraus- und Rückblenden bewirkten, dass die Chronologie der Ereignisse aufgebrochen werde, so Nierlin weiter. Verstärkt werde dieses zeitliche und seelische Ineinander durch eine asynchrone Montage von Bild und Ton, sodass beispielsweise Worte und Gedanken der filmischen Gegenwart, gesprochen aus dem Off, auf Bilder der Erinnerung treffen. Nierlin erklärt, so werde das Hässliche vom Schönen, das Schwere vom Leichten konterkariert oder abgemildert, um jenen Funken Hoffnung zu beseelen, den das Leben in sich trägt.
Judith Chemla übernahm die Rolle der Landadeligentochter Jeanne Le Perthuis des Vauds. Ihr Vater Barons Simon-Jacques Le Perthuis des Vauds wird von Jean-Pierre Darroussin und ihre Mutter Baronin Adélaïde von Yolande Moreau gespielt. Swann Arlaud spielt den verarmten Adeligen und Jeannes baldigen Ehemann Julien de Lamare.

### Dreharbeiten und Filmschnitt

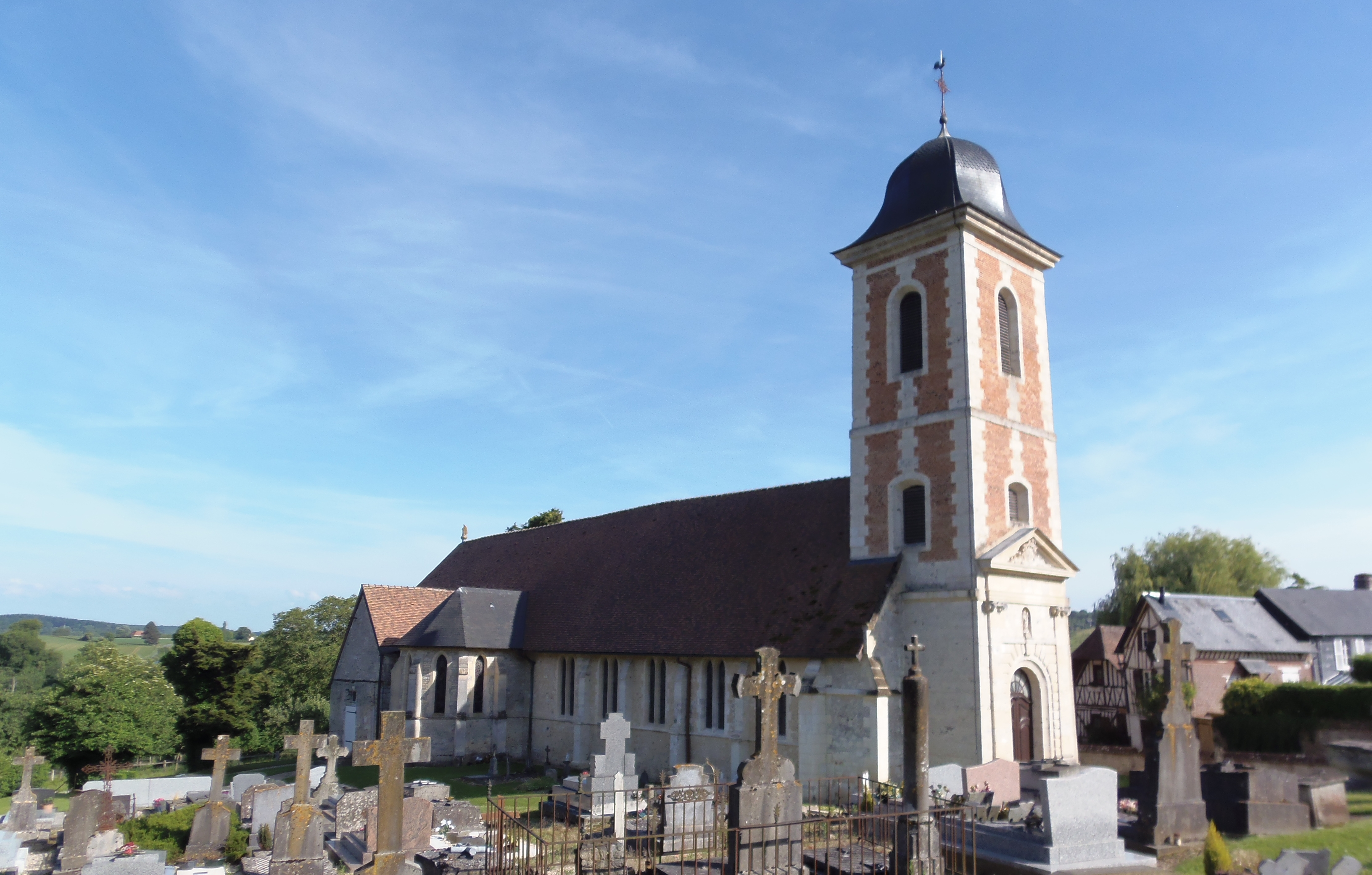
Die Dreharbeiten wurden im September 2015 in Mesnil-sur-Blangy beendet, hier die Kirche Notre-Dame

Der Film wurde im Sommer 2015 in der Normandie gedreht, so in  Pierrefitte-en-Auge und im Pays d’Auge. Im September 2015 wurden die Dreharbeiten im ebenfalls im Communauté de communes Blangy Pont-l’Évêque Intercom gelegenen Mesnil-sur-Blangy beendet, wo Aufnahmen am Château de Morainville entstanden.
Felix Bartels von Neues Deutschland bemerkt in seiner Kritik zum Film die durchweg bemühte Handkamera, die zwar ein abgegriffenes Mittel filmischer Wichtigtuerei sei, in diesem Film jedoch tatsächlich einen ernsthaften Zweck erfülle: „Jeannes Gemüt, das ständig schwankende zwischen Wunsch nach Harmonie und trotziger Behauptung derselben gegen Störungen von außen, die dann umschlägt in Skepsis und Kampf, zeigt sich am unruhigen Bild.“ Flankiert werde das von der Entscheidung, ein fast quadratisches 1,33:1-Bildformat zu nutzen, so Bartels weiter, wodurch die Perspektive auch für den Zuschauer stets limitiert, subjektiv und innerlich bleibe. Esther Buss erklärt in Spiegel Online, Ein Leben sei ein Film der harten Schnitte und der schroffen Ellipsen geworden. Zum Aufbau des Films erklärt Buss, dieser lasse die richtig dramatischen Wendepunkte ebenso aus, wie den erzählerischen Kitt: „Brizé interessiert sich mehr für das ungleich schmerzhaftere Nachwirken: wie sich in Gesicht und Körper der anfangs etwa zwanzigjährigen Frau die Enttäuschungen über Lüge und Betrug immer deutlicher einschreiben, bis fast der letzte Funken Lebenshoffnung daraus entwichen ist. Doch mehr noch wird das Verstreichen von Zeit – die Geschichte umfasst rund 27 Jahre – im Wechsel der Jahreszeiten erfahrbar.“ Das vielleicht Erstaunlichste an Stéphane Brizés intelligent verschachtelter Verfilmung von Guy de Maupassants Roman sei, wie sich in der Anordnung von Vorausblenden, filmischer Gegenwart, Rückblenden sowie Rückblenden innerhalb von Rückblenden die Zeit weniger entfaltet, denn als unausweichliche Präsenz behauptet, so Buss.

### Veröffentlichung
Der Film feierte am 6. September 2016 im Rahmen der Filmfestspiele von Venedig seine Premiere, wurde zwei Tage später beim Toronto International Film Festival 2016 vorgestellt und kam am 23. November 2016 in die französischen Kinos. Am 24. Mai 2018 kam der Film in die deutschen Kinos. Eine Vorpremiere in Deutschland erfolgte im Rahmen des Programms „Ciné – Littérature“ des Filmforums Höchst bei der Frankfurter Buchmesse, das sich verschiedenen filmischen Annäherungen an die französische Literatur widmete. Dort wurde Une Vie als Eröffnungsfilm gezeigt.

## Rezeption

### Altersfreigabe und Kritiken

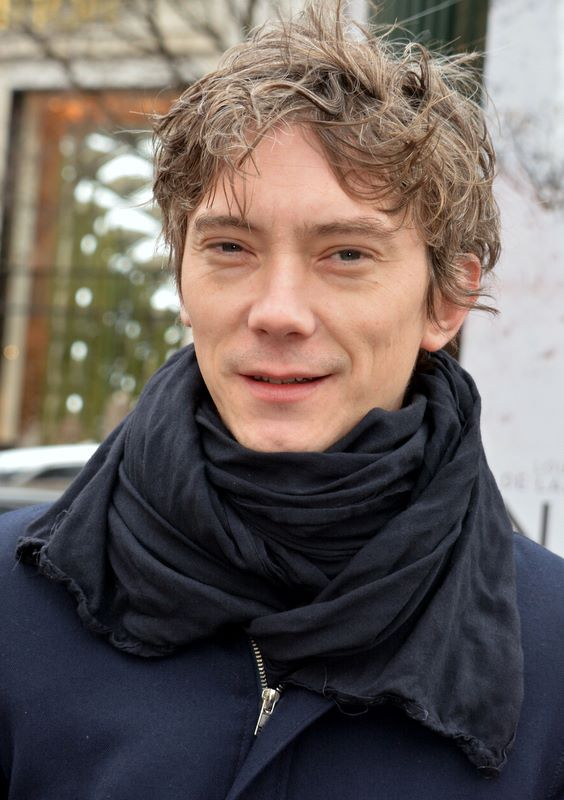
Swann Arlaud spielt im Film Jeannes Ehemann Julien de Lamare

In Deutschland erhielt der Film eine Freigabe ab 12 Jahren. In der Freigabebegründung heißt es: „Der ruhig inszenierte Film schildert eine bedrückende Lebenssituation. Kinder und Jugendliche ab 12 Jahren sind auf Grund ihres Entwicklungsstands aber fähig, die dargestellten Konflikte zu verstehen und angemessen zu verarbeiten. Vereinzelt gibt es dramatische Szenen (z.B. die Misshandlung eines Schülers durch einen Pfarrer sowie Tötungen aus Eifersucht), aber die Gewalt wird nicht reißerisch ausgespielt, so dass eine Überforderung bei Zuschauern ab 12 Jahren nicht zu befürchten ist.“
Der Film konnte bislang 82 Prozent der Kritiker bei Rotten Tomatoes überzeugen.
Wolfgang Nierlin von der Rhein-Neckar-Zeitung erklärt, Stéphane Brizé erzähle die zeitlos gültige Lebensgeschichte einer jungen Landadligen aus der Mitte des 19. Jahrhunderts entlang dem Wechsel der Jahreszeiten: „Die wiederkehrende Arbeit im Garten, die Zyklen des von einer göttlichen Natur bestimmten Pflanzens und Erntens, erscheint dabei als Spiegelbild einer reinen, empfindsamen Seele. Der Garten beflügelt die Hoffnung, verkörpert den Schmerz und spendet Trost.“ Reduziert und konzentriert folge Brizé den Enttäuschungen und Abstürzen seiner Heldin, so Nierlin weiter, wobei der Regisseur auf eine konventionelle Dramaturgie verzichte, um stattdessen die Wende- und Höhepunkte seiner Erzählung aus unvermittelten, abrupten Ellipsen sprechen zu lassen. Der Regisseur schließe dabei seine unglückliche, immer einsamer werdende Heldin in das enge, fast quadratische Academy-Bildformat ein, so Nierlin, und Jeannes Leben werde zu einem Gefängnis.
Brigitte Häring vom SRF erklärt, Une Vie erzähle in Stationen einen großen Teil dieses unglücklichen Frauenlebens, und Brizé gelinge dabei das Kunststück, dieses traurige Leben und diese Einsamkeit sehr authentisch auf die Leinwand zu bringen, dennoch gleichzeitig einen luftig lichtdurchfluteten Film zu drehen. Zwar sei Une Vie ein Kostümfilm und spiele irgendwann im 19. Jahrhundert, so Häring weiter, doch sei der Film in seiner Machart sehr modern: „Er springt in den Zeiten hin und her, ist sehr unmittelbar, fast schon mit dokumentarischer Anmutung gedreht. Das ist seltsam in einem Kostümfilm, funktioniert aber wunderbar.“

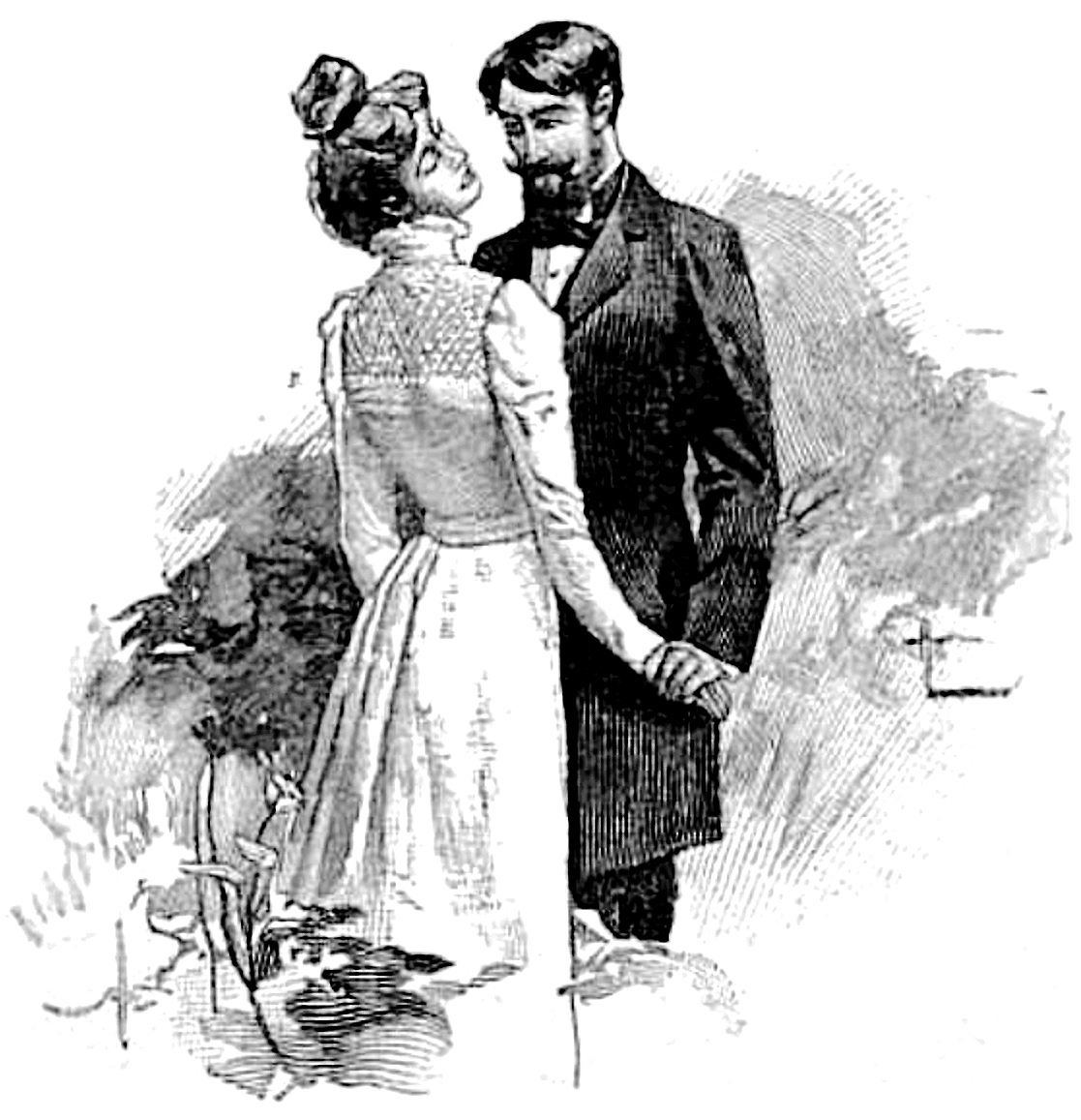
Der Film basiert auf dem Roman Ein Leben, hier der Titel der französischen Ausgabe von 1883

Gunda Bartels schreibt im Tagesspiegel, in seiner Absage an die dekorative Kuscheligkeit von Landadelsromanzen, wie man sie aus den Jane-Austen-Verfilmungen der Neunziger kennt, ähnele Brizés Adaption des Romanerstlings von Guy de Maupassant dem Kostümdrama Lady Macbeth des britischen Theaterregisseurs William Oldroyd. Weiter meint Bartels: „Wo der in einem puristischen Kammerspiel-Setting das wütende Aufbegehren einer Frau des 19. Jahrhunderts beschreibt, erzählt Brizé nun in leuchtenden Gärten und an stürmischen Gestaden vom Verstummen einer Aufrechten. Doch obwohl auch Jeanne Spielregeln verweigert, ist Ein Leben weniger deutlich als Gesellschaftsstudie einer Frau ihrer Zeit angelegt.“
Im Vergleich mit der literarischen Vorlage von Maupassant bemerkt Martin Walder von der Schweizer Filmzeitschrift Filmbulletin, der zeitlich sehr weit gespannten Bogen werde in Buch und Film ganz unterschiedlich erzählt, sei aber gleichermaßen genau in der Beobachtung einer angekündigten Kapitulation vor der Vielfalt und dem Potenzial dessen, was ein Leben ausmachen könnte: „Der Verzicht auf ein Versprechen von Glück ist grausam, und der letzte Satz von Roman und Film straft Versöhnlichkeit Lügen, wenn Jeanne sich der Obhut ihres Enkelkinds hingeben wird.“ Judith Chemla sei als Jeanne von stupender Präsenz in jedem Lebensalter, so Walder, und bemerkt den Reichtum an Facetten, der sich in die Anmut ihres Gesichts berührend einschreibt.
Auch Knut Elstermann von MDR Kultur bemerkt, Chemla sei als Schauspielerin unendlich wandelbar. Der Film hätte durch Brizés kühne Regie nichts Verstaubtes, so Elstermann: „Die Modernität der Filmsprache, Gedankensplitter und Sprünge, versetzte Ton- und Bildebenen, reiche Assoziationen bringen uns diese Frau so nahe, als könnten wir ihr tatsächlich beim Erinnern zusehen.“

### Auszeichnungen (Auswahl)
César 2017
- Nominierung als Beste Hauptdarstellerin (Judith Chemla)
- Nominierung für die Besten Kostüme (Madeline Fontaine)

Internationale Filmfestspiele von Venedig 2016
- Auszeichnung mit dem FIPRESCI-Preis als Bester Film im Wettbewerb (Stéphane Brizé)
- Nominierung als Bester Film für den Goldenen Löwen (Stéphane Brizé)[21]

Prix Lumières 2017
- Nominierung für den Prix Lumières als Bester Film (Stéphane Brizé)
- Nominierung für die Beste Regie (Stéphane Brizé)
- Nominierung als Beste Darstellerin (Judith Chemla)
- Nominierung für die Beste Kamera (Antoine Héberlé)